# Rue Jean-Giraudoux
La rue Jean-Giraudoux est une voie du 16e arrondissement de Paris, en France.

## Situation et accès
La rue Jean-Giraudoux est une voie publique située dans le 16e arrondissement de Paris. Elle commence 53, rue de Chaillot et 39, avenue Marceau et finit 38, rue La Pérouse.
La rue est desservie par la ligne 6 à la station Kléber.

## Origine du nom

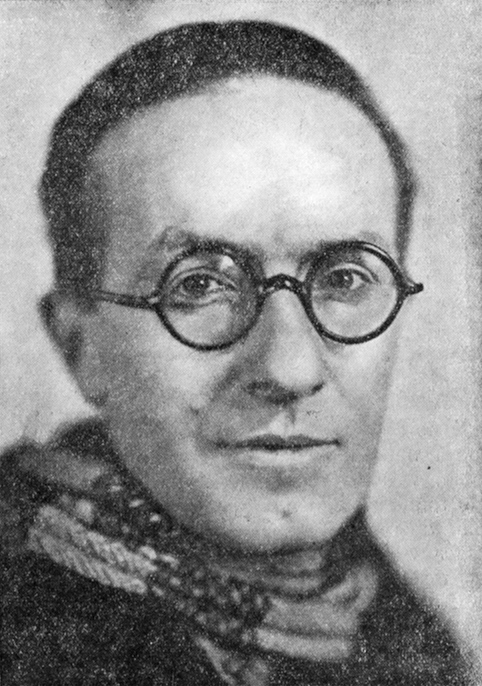
Jean Giraudoux vers 1927.

Elle est nommée en l'honneur de l'écrivain et diplomate français Jean Giraudoux (1882-1944).

## Historique

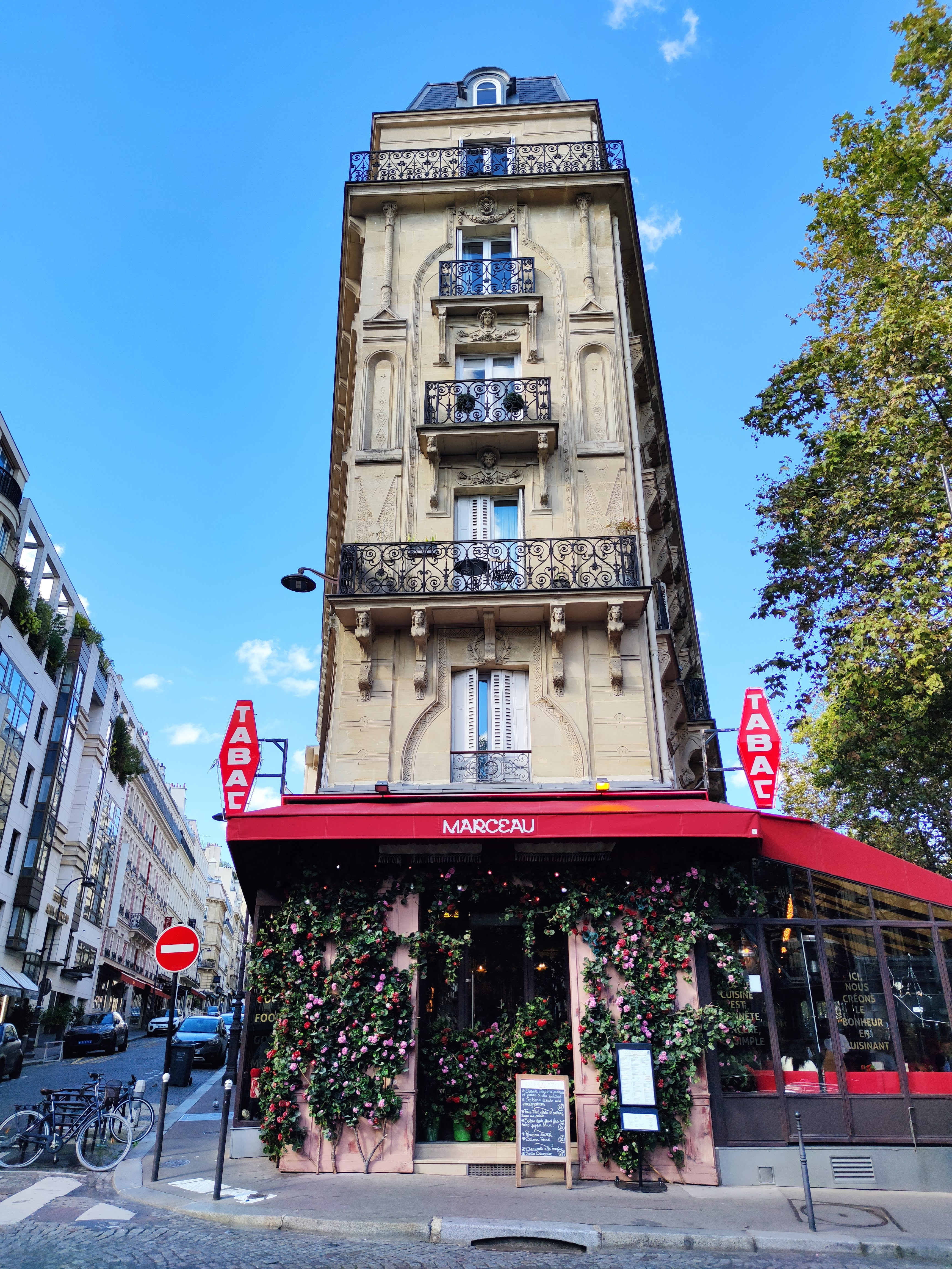
Immeuble à l'angle de l'avenue Marceau.

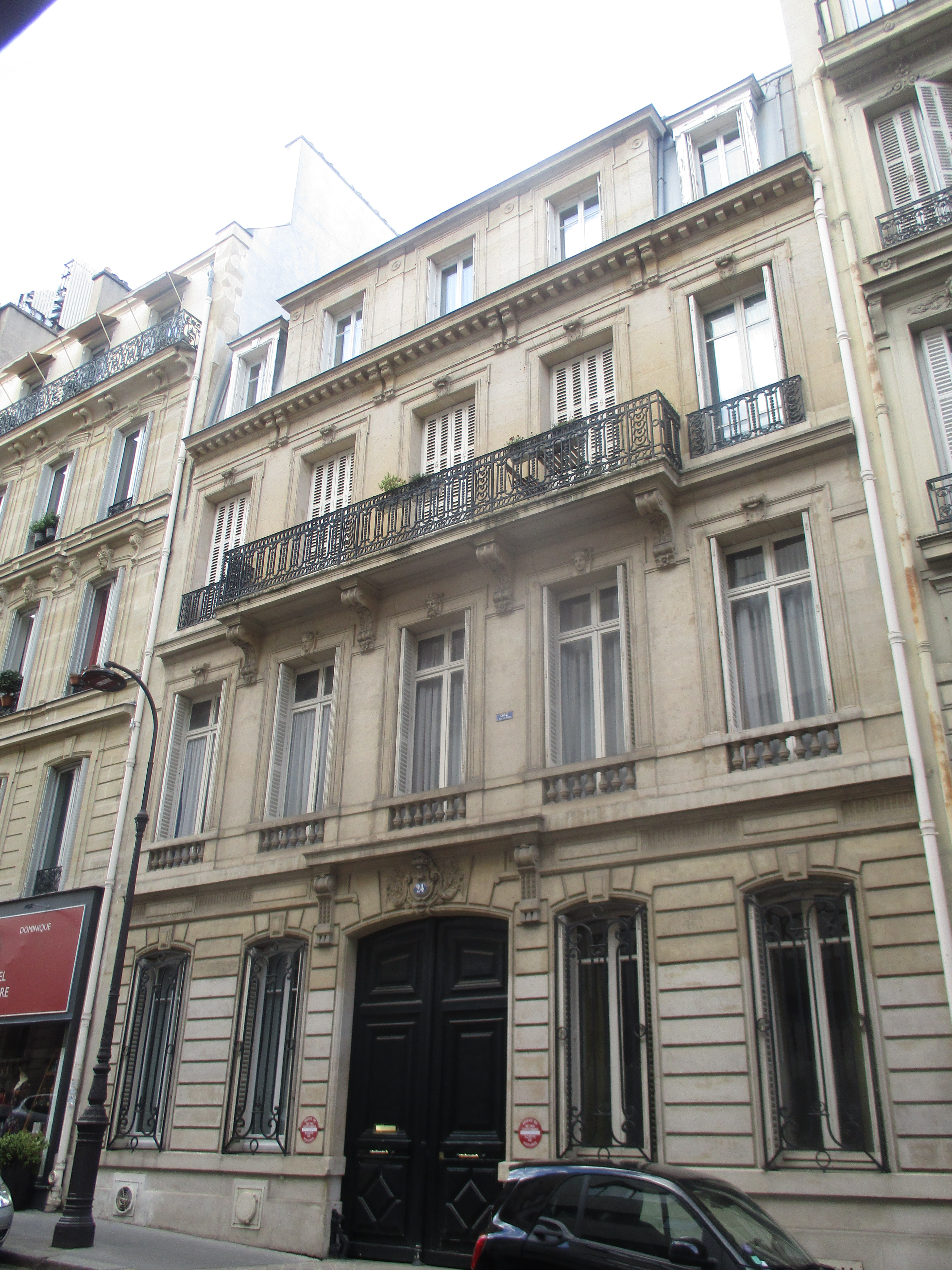
No 24.

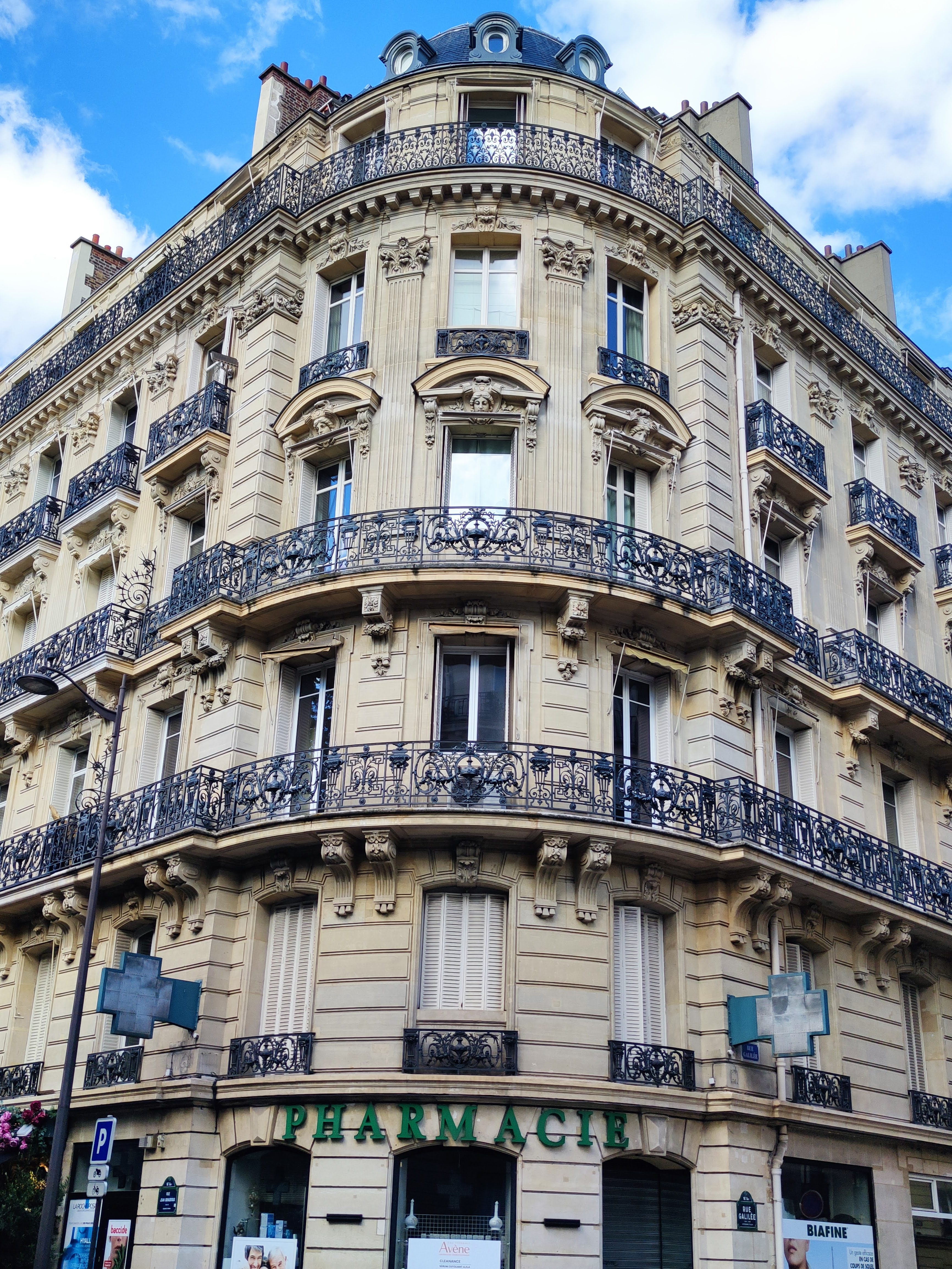
Immeuble à l'angle des rues Jean-Giraudoux et Galilée.

Cette voie de l'ancien 1er arrondissement de Paris est ouverte en 1836 entre les rues de Chaillot et Dumont-d'Urville sous le nom de « rue Pauquet »,.
Prolongée entre la rue Dumont-d'Urville et l'avenue Kléber en 1858, elle prend alors le nom de « rue Pauquet-de-Villejust », du nom de Jean Alexandre Pauquet de Villejust,.
Rattachée à la voirie parisienne en vertu d'un décret du 23 mai 1863, elle reprend en 1868 le nom de « rue Pauquet ».
En 1911, le tronçon compris entre la rue La Pérouse et l'avenue Kléber reçoit le nom d'« avenue de Sofia », qui devient, en 1918, l'« avenue des Portugais ».
La partie comprise entre les rues Dumont-d'Urville et La Pérouse a été établie par la Ville de Paris lors du percement de l'avenue Kléber.
Elle prend sa dénomination actuelle par un arrêté du 8 juin 1946.
Un arrêté préfectoral du 20 décembre 1961 a englobé dans la place de l'Uruguay la partie de la rue Jean-Giraudoux comprise entre la rue Galilée et l'avenue d'Iéna.

## Bâtiments remarquables et lieux de mémoire
- No 33 : hôtel Pillet-Will ; ambassade d'Uruguay en France[1].
- No 34 : l'écrivain Albert Caraco y réside de 1960 à sa mort, le 7 septembre 1971.
- No 38 : le journaliste, homme d'affaires et homme politique Émile de Girardin (1802-1881) y réside de 1864 à 1870[1].